# マリオ・ケンペス
マリオ・アルベルト・ケンペス（Mario Alberto Kempes, 1954年7月15日 - ）は、アルゼンチン・コルドバ州出身の元サッカー選手、サッカー指導者。元アルゼンチン代表。ポジションはミッドフィールダー、フォワード。トップ下（シャドー）やインサイドハーフの位置で起用された場合もストライカーや点取り屋としてプレーしていた。

## 経歴

### 選手時代

#### クラブ

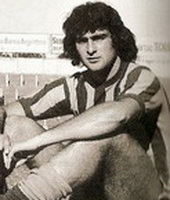
CAロサリオ・セントラル時代（1975年）

父親のマリオもサッカー選手であった。7歳の時にジュニアチームでサッカーを始め、14歳の時に地元のタジェレス・デ・コルドバの下部組織に加わった。1971年、インスティトゥートACコルドバからデビューし、オズワルド・アルディレスなどとともにプレー。1974年にCAロサリオ・セントラルに移籍し、同年にはプリメーラ・ディビシオンで25得点を挙げて得点王に輝いた。セントラルでは105試合で85得点を記録して傑出したゴールスコアラーとしての地位を確立した。
1976年にリーガ・エスパニョーラのバレンシアCFに移籍し、1976-77シーズン（24得点）と1977-78シーズン（28得点）には2シーズン連続でピチーチ賞（得点王）のタイトルを獲得した。スペインでの活躍や1978 FIFAワールドカップでの活躍などから、1978年にはベネズエラのエル・ムンド誌が選出する南米年間最優秀選手賞を受賞した。1978-79シーズンにはコパ・デル・レイで優勝し、1979-80シーズンにはUEFAカップウィナーズカップで優勝。1980年にはUEFAチャンピオンズカップ王者のノッティンガム・フォレストFC（イングランド）を破ってUEFAスーパーカップのタイトルも獲得した。

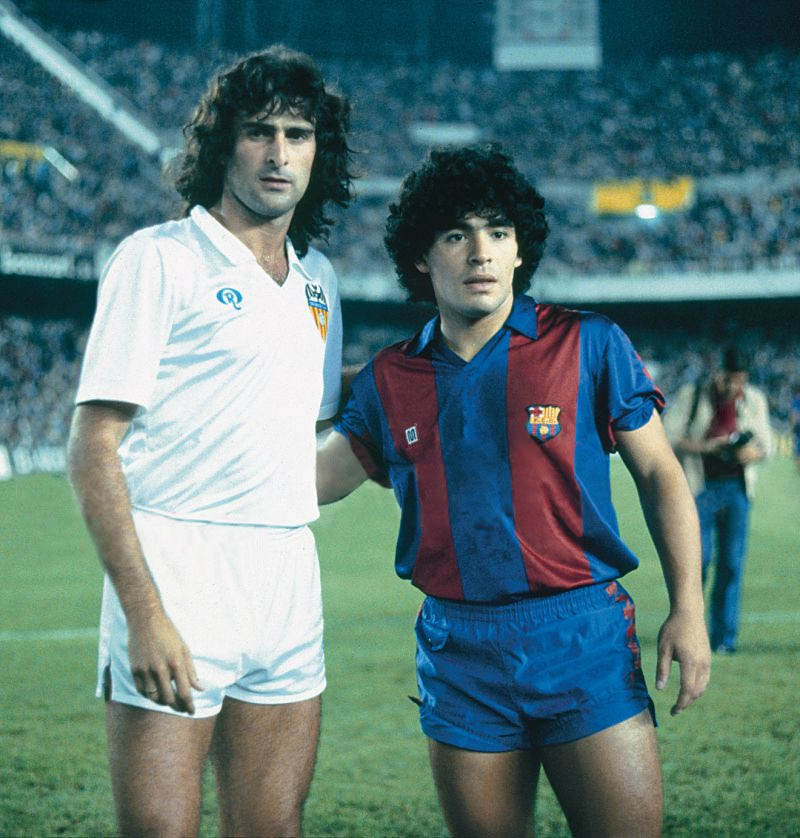
リーガ・エスパニョーラ時代、ディエゴ・マラドーナと2ショット（1982年）

1981年には母国のCAリーベル・プレートに移籍したが、再びスペインに戻ってバレンシアとエルクレスCFでプレー。30代となってからはオーストリアン・ブンデスリーガのクラブに在籍した。1992年にいったん現役引退したが、1995年に現役復帰して1996年までプレーした。

#### 代表
アルゼンチン代表としては43試合に出場して20得点し、1974 FIFAワールドカップ、1978 FIFAワールドカップ、1982 FIFAワールドカップの3回のFIFAワールドカップに出場した。
1973年9月23日、ボリビア戦でアルゼンチン代表デビュー。20歳だった1974年には西ドイツで開催された1974 FIFAワールドカップに出場したが、6試合出場無得点であった。

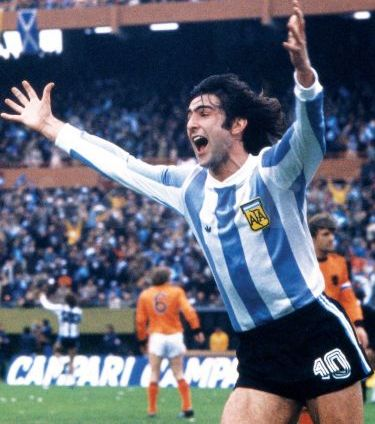
1978 FIFAワールドカップ優勝時

1978年にはセサル・ルイス・メノッティ監督によって母国開催の1978 FIFAワールドカップのメンバーに選出されたが、アルゼンチン国外でプレーする選手はケンペス（スペインのバレンシア所属）ただひとりであった。メノッティ監督は、メンバー発表の際にケンペスを「彼は屈強で、技術があり、スペースを作るのが巧みで、強烈なシュートを放てる。違いを生み出せる選手であり、センターフォワードのポジションでプレーできる」と表現した。
イタリア、フランス、ハンガリーと同組となった1次リーグでは無得点に終わったが、ブラジル、ポーランド、ペルーと同組となった2次リーグでは、ポーランド戦とペルー戦でそれぞれ2得点し、首位で決勝に進出。ポーランド戦では手を使って失点を阻止し、ポーランドにPKが与えられたが、ウバルド・フィジョールがPKをセーブして失点を免れた。
決勝のオランダ戦 (3-1) は前半に先制点を挙げ、試合は延長にもつれ込んだが、105分に持ち前のドリブルから決めた得点が決勝点となった。この大会では6得点を挙げて得点王と大会最優秀選手賞を受賞し、アルゼンチンの初優勝に大きく貢献した。
1982年にスペインで開催された1982 FIFAワールドカップでは5試合に出場したが、大会後は代表に選出されることもなくなった。

### 指導者時代
1993年には、古巣バレンシアCFでエクトル・ヌニェス監督のアシスタントコーチを務め、1996年にはリーガ・インドネシアのペリタ・ジャワFCで選手兼任監督を務めた。初めて常勤の監督に就任したのはアルバニア・サッカーリーグのSKルシューナである。短期間の采配期間ではあったが、アルバニアのサッカー史上初の外国人監督となったほか、アルバニアで初めて外国人選手と契約した監督となり、先駆者として名を残した。
1997年にはベネズエラのACCDミネロス・デ・グアヤナ監督に就任。1999年にはボリビアのザ・ストロンゲストの監督となり、2000年には同じボリビアのクルブ・ブルーミングの指揮を執った。

### その後
1999年にはワールドサッカー誌によって20世紀の偉大なサッカー選手100人の73位に選出された。2004年3月にはペレによってFIFA 100に選出された。現在はスペインのESPN Deportesでサッカー解説者やコメンテーターとして活動している。テレビゲームのFIFA 13・南米版ではフェルナンド・パローモやシーロ・プロクーナとともに推薦文を書いている。またバロンドールが60周年を迎えた2016年、フランス・フットボールはヨーロッパの選手だけが受賞資格のあった1995年度以前の賞の再評価を発表した。この期間中の39回のバロンドールのうち12回は南米の選手に授与されたはずだとして、ペレ、ディエゴ・マラドーナ、ガリンシャ、ロマーリオと共に遡及的に受賞価値のある選手として認められた。 ただし、元の受賞者は変更されなかった。

## 個人成績

### クラブでの出場記録
| クラブ成績   | クラブ成績             | クラブ成績           | リーグ | リーグ                                 | カップ | カップ | リーグ杯 | リーグ杯 | 国際大会   | 国際大会   | 通算 | 通算 |
| シーズン     | クラブ                 | リーグ               | 出場   | 得点                                   | 出場   | 得点   | 出場     | 得点     | 出場       | 得点       | 出場 | 得点 |
| アルゼンチン | アルゼンチン           | アルゼンチン         | リーグ | リーグ                                 | カップ | カップ | リーグ杯 | リーグ杯 | 南米       | 南米       | 通算 | 通算 |
| ------------ | ---------------------- | -------------------- | ------ | -------------------------------------- | ------ | ------ | -------- | -------- | ---------- | ---------- | ---- | ---- |
| 1973         | インスティトゥート     | プリメーラ           | 13     | 11                                     |        |        |          |          |            |            |      |      |
| 1974         | ロサリオ・セントラル   | プリメーラ           | 36     | 29                                     |        |        |          |          |            |            |      |      |
| 1975         | ロサリオ・セントラル   | プリメーラ           | 49     | 35                                     |        |        |          |          |            |            |      |      |
| 1976         | ロサリオ・セントラル   | プリメーラ           | 22     | 21                                     |        |        |          |          |            |            |      |      |
| スペイン     | スペイン               | スペイン             | リーグ | リーグ                                 | 国王杯 | 国王杯 | リーグ杯 | リーグ杯 | ヨーロッパ | ヨーロッパ | 通算 | 通算 |
| 1976-77      | バレンシア             | ラ・リーガ           | 34     | 24                                     | 0      | 0      | -        | -        | -          | -          | 34   | 24   |
| 1977-78      | バレンシア             | ラ・リーガ           | 34     | 28                                     | 12     | 11     | -        | -        | -          | -          | 46   | 39   |
| 1978-79      | バレンシア             | ラ・リーガ           | 30     | 12                                     | 10     | 3      | -        | -        | 6          | 3          | 46   | 18   |
| 1979-80      | バレンシア             | ラ・リーガ           | 32     | 22                                     | 2      | 2      | -        | -        | 9          | 9          | 43   | 33   |
| 1980-81      | バレンシア             | ラ・リーガ           | 12     | 9                                      | 1      | 0      | -        | -        | 5          | 2          | 18   | 11   |
| アルゼンチン | アルゼンチン           | アルゼンチン         | リーグ | リーグ                                 | カップ | カップ | リーグ杯 | リーグ杯 | 南米       | 南米       | 通算 | 通算 |
| 1981         | リーベル・プレート     | プリメーラ           | 29     | 15                                     |        |        |          |          |            |            |      |      |
| 1982         | リーベル・プレート     | プリメーラ           | 0      | 0                                      |        |        |          |          |            |            |      |      |
| スペイン     | スペイン               | スペイン             | リーグ | リーグ                                 | 国王杯 | 国王杯 | リーグ杯 | リーグ杯 | ヨーロッパ | ヨーロッパ | 通算 | 通算 |
| 1982-83      | バレンシア             | ラ・リーガ           | 27     | 13                                     | 1      | 0      | 2        | 0        | 8          | 0          | 38   | 13   |
| 1983-84      | バレンシア             | ラ・リーガ           | 15     | 8                                      | 4      | 3      | 2        | 0        | -          | -          | 19   | 11   |
| 1984-85      | エルクレス             | ラ・リーガ           | 17     | 1                                      | 2      | 0      |          |          |            |            |      |      |
| 1985-86      | エルクレス             | ラ・リーガ           | 21     | 9                                      | 2      | 1      |          |          |            |            |      |      |
| オーストリア | オーストリア           | オーストリア         | リーグ | リーグ                                 | ÖFB杯  | ÖFB杯  | リーグ杯 | リーグ杯 | ヨーロッパ | ヨーロッパ | 通算 | 通算 |
| 1986-87      | ファースト・ヴィエナ   | ブンデスリーガ       | 20     | 7                                      |        |        |          |          |            |            |      |      |
| 1987-88      | ザンクト・ペルテン     | エアステリーガ       | 32     | 10                                     |        |        |          |          |            |            |      |      |
| 1988-89      | ザンクト・ペルテン     | ブンデスリーガ       | 29     | 9                                      |        |        |          |          |            |            |      |      |
| 1989-90      | ザンクト・ペルテン     | ブンデスリーガ       | 35     | 15                                     |        |        |          |          |            |            |      |      |
| 1990-91      | クレムザー             | ブンデスリーガ       | 21     | 5                                      |        |        |          |          |            |            |      |      |
| 1991-92      | クレムザー             | ブンデスリーガ       | 18     | 2                                      |        |        |          |          |            |            |      |      |
| チリ         | チリ                   | チリ                 | リーグ | リーグ                                 | カップ | カップ | リーグ杯 | リーグ杯 | 南米       | 南米       | 通算 | 通算 |
| 1995         | フェルナンデス・ビアル | プリメーラB          | 11     | 5                                      |        |        |          |          |            |            |      |      |
| インドネシア | インドネシア           | インドネシア         | リーグ | リーグ                                 | カップ | カップ | リーグ杯 | リーグ杯 | アジア     | アジア     | 通算 | 通算 |
| 1995-96      | ペリタ・ジャワ         | リーガ・インドネシア | 15     | 10                                     |        |        |          |          |            |            | 15   | 10   |
| 通算         | アルゼンチン           | アルゼンチン         | 149    | 111\|\|\|\|\|\|\|\|\|\|\|\|\|\|\|\|    |        |        |          |          |            |            |      |      |
| 通算         | スペイン               | スペイン             | 222    | 126\|\|\|\|\|\|\|\|\|\|\|\|\|\|\|\|    |        |        |          |          |            |            |      |      |
| 通算         | オーストリア           | オーストリア         | 155    | 48\|\|\|\|\|\|\|\|\|\|\|\|\|\|\|\|     |        |        |          |          |            |            |      |      |
| 通算         | チリ                   | チリ                 | 11     | 5\|\|\|\|\|\|\|\|\|\|\|\|\|\|\|\|      |        |        |          |          |            |            |      |      |
| 通算         | インドネシア           | インドネシア         | 15     | 10\|\|\|\|\|\|\|\|\|\|\|\|\|\|15\|\|10 |        |        |          |          |            |            |      |      |
| 総通算       | 総通算                 | 総通算               | 552    | 300\|\|\|\|\|\|\|\|\|\|\|\|\|\|\|\|    |        |        |          |          |            |            |      |      |

### 代表での年別記録
| アルゼンチン代表 | 国際Aマッチ | 国際Aマッチ |
| 年               | 出場        | 得点        |
| ---------------- | ----------- | ----------- |
| 1973             | 0           | 0           |
| 1974             | 10          | 4           |
| 1975             | 5           | 3           |
| 1976             | 9           | 7           |
| 1977             | 0           | 0           |
| 1978             | 7           | 6           |
| 1979             | 0           | 0           |
| 1980             | 0           | 0           |
| 1981             | 3           | 0           |
| 1982             | 9           | 0           |
| 通算             | 43          | 20          |

### 代表での得点
スコア欄はアルゼンチンを左側に記している
| #   | 日時          | 場所             | 相手         | スコア | 結果 | 大会                                        |
| --- | ------------- | ---------------- | ------------ | ------ | ---- | ------------------------------------------- |
| 1.  | 1974年4月22日 | ブエノスアイレス | ルーマニア   | 2-1    | 2-1  | 親善試合                                    |
| 2.  | 1974年5月18日 | パリ             | フランス     | 1-0    | 1-0  | 親善試合                                    |
| 3.  | 1974年5月22日 | ロンドン         | イングランド | 1-2    | 2-2  | 親善試合                                    |
| 4.  | 1974年5月22日 | ロンドン         | イングランド | 2-2    | 2-2  | 親善試合                                    |
| 5.  | 1975年8月3日  | カラカス         | ベネズエラ   | 2-1    | 5-1  | コパ・アメリカ1975                          |
| 6.  | 1975年8月10日 | ロサリオ         | ベネズエラ   | 5-0    | 11-0 | コパ・アメリカ1975                          |
| 7.  | 1975年8月10日 | ロサリオ         | ベネズエラ   | 10-0   | 11-0 | コパ・アメリカ1975                          |
| 8.  | 1976年2月27日 | ブエノスアイレス | ブラジル     | 2-1    | 2-1  | スーペルクラシコ・デ・ラス・アメリカス 1976 |
| 9.  | 1976年3月20日 | キエフ           | ソビエト連邦 | 1-0    | 1-0  | 親善試合                                    |
| 10. | 1978年6月14日 | ロサリオ         | ポーランド   | 1-0    | 2-0  | 1978 FIFAワールドカップ                     |
| 11. | 1978年6月14日 | ロサリオ         | ポーランド   | 2-0    | 2-0  | 1978 FIFAワールドカップ                     |
| 12. | 1978年6月21日 | ロサリオ         | ペルー       | 1-0    | 6-0  | 1978 FIFAワールドカップ                     |
| 13. | 1978年6月21日 | ロサリオ         | ペルー       | 3-0    | 6-0  | 1978 FIFAワールドカップ                     |
| 14. | 1978年6月25日 | ブエノスアイレス | オランダ     | 1-0    | 3-1  | 1978 FIFAワールドカップ                     |
| 15. | 1978年6月25日 | ブエノスアイレス | オランダ     | 2-1    | 3-1  | 1978 FIFAワールドカップ                     |

## タイトル

### クラブ
バレンシアCF
- コパ・デル・レイ (1) : 1978-79
- UEFAカップウィナーズカップ (1) : 1979-80
- UEFAスーパーカップ (1) : 1980

CAリーベル・プレート
- プリメーラ・ディビシオン (1) : 1981

### 代表
アルゼンチン代表
- FIFAワールドカップ (1) : 1978

### 個人
- FIFAワールドカップ得点王 (1) : 1978 (6得点)
- FIFAワールドカップ最優秀選手賞 (1) : 1978
- アルゼンチン最優秀選手賞 (1) : 1978
- ピチーチ賞 (2) : 1976-77 (24得点), 1977-78 (28得点)
- 南米年間最優秀選手賞 (1) : 1978
- FIFA 100 : 2004
- 南米プレーヤー・オブ・ザ・センチュリー 23位 : 2006[7]